# 張竣凱 (1994年)
張竣凱（1994年12月5日—），是台灣的棒球選手之一，守備位置為外野手，於2013年高中生選秀中被統一7-ELEVEn獅以第三輪選進，2018年首次登上一軍，歷經1894天才登上一軍也成為中華職棒史上在二軍最久紀錄，不過最終只留下2場出賽，4個打數且沒有安打的表現，並在季末與球隊達成共識，轉任為裝備車司機。

## 經歷
- 台南市北區立人國小少棒隊
- 台南市安順國中青少棒隊
- 台南市南英商工青棒隊
- 中華職棒統一7-ELEVEn獅隊（2013年－2018年）
- 中華職棒統一7-ELEVEn獅隊行政（2019年－）

## 職棒生涯成績
| 年度 | 球隊           | 出賽 | 打數 | 安打 | 全壘打 | 打點 | 盜壘 | 四死 | 三振 | 壘打數 | 雙殺打 | 打擊率 | 上壘率 | 長打率 | OPS   |
| ---- | -------------- | ---- | ---- | ---- | ------ | ---- | ---- | ---- | ---- | ------ | ------ | ------ | ------ | ------ | ----- |
| 2018 | 統一7-ELEVEn獅 | 2    | 4    | 0    | 0      | 0    | 0    | 0    | 2    | 0      | 1      | 0.000  | 0.000  | 0.000  | 0.000 |
| 合計 | 1年            | 2    | 4    | 0    | 0      | 0    | 0    | 0    | 2    | 0      | 1      | 0.000  | 0.000  | 0.000  | 0.000 |

## 特殊事蹟
- 2018年10月13日，生涯首度升上一軍，並於當日接替先發指定打擊的鄧志偉上場，為生涯首度登場。

## 外部連結
- 張竣凱在台灣棒球維基館上的頁面（繁體中文）
- 球員資訊和成績在中華職棒官網（中文）